# Droga sznurów grzbietowych
Droga sznurów grzbietowych, droga sznurów tylnych (ang. dorsal column-medial lemniscus system, posterior column-medial lemniscus pathway) – droga czuciowa układu nerwowego, przewodząca wrażenia związane z czuciem rodzaju dotyku, rozróżnianiem dwóch punktów dotykanych jednocześnie (czucie dyskryminacyjne), czuciem wibracji i wrażeniami proprioceptywnymi.
Pierwszy neuron drogi biegnie od receptorów w obrębie nerwów skórnych do zwojów nerwów rdzeniowych, następnie korzeniami grzbietowymi do rdzenia kręgowego, gdzie neurony drogi sznurów grzbietowych nie ulegając skrzyżowaniu wstępują w sznurach tylnych (w pęczku smukłym i pęczku klinowatym) do jąder: smukłego i klinowatego w dolnej części rdzenia przedłużonego. Tam dochodzi do skrzyżowania włókien (skrzyżowanie wstęg), po czym aksony biegną dalej tworząc wstęgę przyśrodkową, i dochodzą do jądra tylno-bocznego wzgórza. Tam dochodzi do ostatniego przełączenia synaptycznego. Ostatni neuron dochodzi do kory płata ciemieniowego. 

## Objawy uszkodzenia
- niezborność (ataksja) czuciowa, tzw. tylnosznurowa
- stereoanestezja
- zaburzenie czucia dyskryminacyjnego (trudność odróżnienia pary bodźców od pojedynczego bodźca), dermoleksji, topografii.